# Mehr/wert
mehr/wert (bis März 2016: Geld und Leben) ist eine Sendung im BR Fernsehen mit Themen aus Wirtschaft und Gesellschaft. Sie versteht sich als Informations- und Ratgebersendung.  
Zunächst wurde die Sendung Geld & Leben von Oktober 2007 bis Dezember 2012 jeweils montags um 21:15 Uhr 30-minütig ausgestrahlt. Die beiden Schwerpunkte des Sendeformats wechselten wöchentlich: Wurde in einer Woche Geld & Leben – Das Wirtschaftsmagazin gesendet, so folgte in der darauffolgenden Woche Geld & Leben – Das Sozialmagazin. Ab Januar 2013 wurde Geld und Leben immer donnerstags um 19:00 Uhr 45-minütig gesendet, die thematische Zweiteilung wurde damit aufgehoben. Zum 11. April 2016 erhielt das Sendeformat den neuen Namen mehr/wert. Damit reduzierte sich auch die Sendezeit von 45 Minuten auf 30 Minuten. Moderiert wird die Sendung zwischen 2007 und 2017 von Karin Kekulé und seit 2018 Isabella Kroth. Freitags wird die Sendung im Abendprogramm von tagesschau24 wiederholt.
In der Sendung gab es von 2013 bis 2016 jeweils einen Beitrag aus der Rubrik Wahnsinn, in welchem Zuschauerbeschwerden über Behörden oder Firmen nachgegangen wurde. Diese Rubrik war zuvor in der BR-Sendung Kontrovers ausgestrahlt worden.